# Under Siege (2023)
Under Siege (2023) foi um evento de luta profissional produzido pela Impact Wrestling. Aconteceu em 26 de maio de 2023, no Western Fair District Agriplex em Londres, Ontário, Canadá, e foi ao ar no Impact Plus e no YouTube. Foi o terceiro evento na cronologia do Under Siege.
Onze lutas foram disputadas no evento, incluindo duas no pré-show e uma gravada como exclusiva digital. No evento principal, Steve Maclin derrotou o PCO em uma luta sem desqualificação para reter o Campeonato Mundial da Impact. Em outras partidas importantes, Deonna Purrazzo derrotou Jordynne Grace para reter o Campeonato Mundial Knockouts da Impact, e Alex Shelley venceu uma luta six-way para se tornar o desafiante número um ao Campeonato Mundial da Impact. O evento também contou com o retorno de Jake Crist e Mark Andrews (anteriormente conhecido como Mandrews).

## Produção

### Introdução
Under Siege é um evento de wrestling profissional organizado pela Impact Wrestling. É realizado anualmente durante o mês de maio e o primeiro evento foi realizado em 2021. Em 8 de março de 2023, o Impact Wrestling anunciou que Under Siege aconteceria em 26 de maio de 2023, no Western Fair District Agriplex em Londres, Ontário, Canadá.

### Rivalidades
O evento contou com várias lutas de luta profissional que envolveram diferentes lutadores de rixas, tramas e histórias preexistentes. Os lutadores retratam heróis, vilões ou personagens menos distinguíveis em eventos roteirizados que criam tensão e culminam em uma luta livre ou uma série de lutas. As histórias foram produzidas no programa de televisão semanal do Impact.
Em 16 de abril de 2023, no Rebellion, Steve Maclin derrotou Kushida para ganhar o vago Campeonato Mundial da Impact. Mais tarde, Maclin forçaria o presidente executivo do Impact, Scott D'Amore, a presenteá-lo com o cinturão do título, mas depois o atingiu por trás com o título antes de ser parado por Nick Aldis, que estava parado na mesa de comentários após anunciar sua recontratação com o Impact Wrestling. No episódio subsequente do Impact!, Maclin realizaria uma cerimônia de "Troca da Guarda" para comemorar a conquista do título. No entanto, ele afirmou que embora seja agora campeão, sua "missão" no Impact ainda não foi concluída; ele queria ganhar o título derrotando o campeão anterior Josh Alexander em seu país natal, o Canadá, mas Alexander teve que abrir mão do título após romper o tríceps. Maclin queria corrigir isso lançando um desafio aberto pelo título no Under Siege, desde que o desafiante seja canadense. D'Amore mais tarde interromperia a cerimônia, acusando o desafio de Maclin de estar evitando Aldis. Ele então anunciaria o desafiante de Maclin para Under Siege, PCO. No episódio de 11 de maio do Impact!, depois que Maclin teve sua primeira defesa de título bem-sucedida contra Rhino, Maclin continuou a atacar Rhino enquanto mirava em seu joelho esquerdo machucado. Como Rhino foi evacuado clinicamente, D'Amore informou a Maclin que sua partida contra o PCO seria sem desqualificação.
No Rebellion, Deonna Purrazzo derrotou Jordynne Grace para ganhar o vago Campeonato Mundial Knockouts da Impact. Em 28 de abril, o Impact anunciou uma revanche entre Grace e Purrazzo, na qual se Grace perdesse, ela não poderia mais disputar o título enquanto Purrazzo fosse a campeã.
No episódio de 20 de abril do Impact!, Time Machine (Kushida, Alex Shelley e Chris Sabin) derrotou Jonathan Gresham, Mike Bailey e o Campeão da Divisão X da Impact, Trey Miguel, em uma luta six-way, onde Sabin derrotou Miguel para vitória. Em 1º de maio, o Impact confirmou que Miguel defenderia seu título contra Sabin no Under Siege.
Em 4 de maio, o Impact anunciou uma luta six-way para determinar o desafiante número um ao Campeonato Mundial da Impact no Against All Odds. Os participantes são: Alex Shelley, Eddie Edwards, Frankie Kazarian, Jonathan Gresham, Moose e Yuya Uemura.
No Rebellion, durante uma partida de handicap quatro contra três entre The Design (Deaner, Angels, Callihan e Kon) contra Dirty Dango, Joe Hendry e Santino Marella, Callihan traiu The Design atacando Deaner com um taco de beisebol, causando The Design para perder a partida. No episódio de 4 de maio do Impact!, durante uma luta entre Callihan e Kon, o "Army of Violence" do The Design, que usava moletons amarelos, atacou Callihan, causando uma desqualificação a seu favor. Em 5 de maio, foi anunciado que Callihan terá que escolher dois parceiros para enfrentar The Design no Under Siege em uma luta de trios. Em 15 de maio, a Impact anunciou Rich Swann como o primeiro dos dois sócios de Callihan.
No episódio de 4 de maio do Impact!, Trinity fez sua estreia no Impact Wrestling. Trinity declarou suas intenções de se tornar a Campeã Mundial de Knockouts, o que levou a uma conformação entre Trinity, Jordyne Grace e a Campeã Mundial de Knockouts Deonna Purrazzo. Em 8 de maio, o Impact anunciou que Trinity tinha um contrato aberto para Under Siege. No episódio de 18 de maio do Impact!, Trinity foi confrontado por Jai Vidal, estilista de Gisele Shaw, que o criticou por tirar uma selfie com Trinity na semana anterior. Trinity responderia desafiando Shaw para uma luta no Under Siege, que foi aceita e oficializada.
No Rebellion, Nick Aldis retornou ao Impact Wrestling e imediatamente reivindicou o Campeonato Mundial da Impact. Várias semanas depois, no episódio de 4 de maio do Impact!, quando Aldis foi entrevistado nos bastidores, ele foi insultado por Kenny King, a quem Aldis comparou como uma espécie de porteiro para novos signatários do Impact. No episódio de 11 de maio do Impact!, Aldis fez sua primeira luta no Impact Wrestling desde 19 de junho de 2022, no Slammiversary, onde derrotou Sheldon Jean enquanto King estava comentando. Mais tarde no episódio, foi confirmado que Aldis enfrentaria King no Under Siege.
Em 12 de maio, o Impact anunciou que os Campões Mundiais de Duplas da Impact ABC (Ace Austin e Chris Bey) defenderiam seus títulos contra os ex-lutadores da WWE Subculture (Mark Andrews e Flash Morgan Webster) que estariam acompanhados por Dani Luna.
No episódio de 6 de abril do Impact!, o Diretor de Autoridade Santino Marella foi misteriosamente atacado nos bastidores. Embora Sami Callihan tenha sido originalmente considerado o culpado como parte de sua iniciação no The Design, Marella foi encontrado novamente nos bastidores em 27 de abril, bem depois que Callihan traiu o The Design. Nas semanas seguintes, o autoproclamado Diretor Assistente de Autoridade Dirty Dango e Campeão de Mídia Digital da Impact Joe Hendry investigou o caso, com um tufo de cabelo sendo a única evidência que eles têm. No episódio de 18 de maio do Impact!, Dango logo acusaria Hendry de matar Marella, apenas para uma briga entre os dois revelar que eram os pelos do peito de Dango que Marella havia tirado - tornando-o o verdadeiro agressor. Dango logo descartaria Hendry enquanto proclamava "caso encerrado". No dia seguinte, o Impact anunciou que Dango desafiaria Hendry pelo Campeonato de Mídia Digital no pré-show Countdown to Under Siege.

## Evento
| Papel                  | Nome             |
| ---------------------- | ---------------- |
| Comentaristas          | Tom Hannifan     |
| Comentaristas          | Matthew Rehwoldt |
| Anunciadores de ringue | David Penzer     |
| Árbitros               | Allison Leigh    |
| Árbitros               | Daniel Spencer   |
| Árbitros               | Frank Gastineau  |
| Entrevistadores        | Gia Miller       |

### Pre show
Foram duas lutas disputadas no pré-show. Na abertura, The Death Dollz enfrentou The Coven. Nos estágios finais, enquanto Courtney Rush tentava um Sharpshooter em Taylor Wilde, KiLynn King veio por trás e entregou um suplex para Rush. Jessicka então deu um splash em King, permitindo que Rush travasse outro Sharpshooter em Wilde, forçando-a a se submeter.
No evento principal pré-show, Joe Hendry defendeu o Campeonato de Mídia Digital da Impact contra Dirty Dango. Nos estágios finais, Hendry entregou um spear e um powerlam en Dango para uma contagem de dois. Enquanto Hendry buscava a ovação de pé, Dango bloqueou e desferiu um golpe rasteiro na frente do árbitro, forçando a desclassificação. Após a luta, o Diretor de Autoridade Santino Marella desceu ao ringue para ajudar Hendry.

### Lutas preliminares
Na luta de abertura, Nick Aldis enfrentou Kenny King (com Sheldon Jean). Nos estágios iniciais, enquanto King tentava um springboard leg drop, Aldis evitou e desferiu um pumphandle fallaway slam. Aldis deles deu um diving elbow drop, mas Jean distraiu o árbitro. King então acertou um spinebuster, com os pés de King nas cordas, mas o árbitro o pegou. Aldis então lançou uma powerbomb no ar e travou no Texas Cloverleaf para a vitória por finalização.
Em seguida, The Design enfrentou Rich Swann, Sami Callihan e o retorno de Jake Crist. Nos estágios iniciais, enquanto Callihan tentava o Cactus Driver, Angels evitou e acertou um enzeguiri. Crist então entregou um springboard moonsault em Kon. Crist e Callihan então entregaram Death Valley Drivers simultâneos para Deaner e Angels. Swann então entregou double handspring cutters para Kon e Deaner. Callihan então entregou o Cactus Driver para Deaner, permitindo que Swann entregasse um schoolboy em Angels para obter a vitória.
Em seguida, Trinity enfrentou Gisele Shaw (com Jai Vidal e Savannah Evans). Nos estágios finais, Shaw entregou um hangman DDT e um suplex para uma contagem de dois. Trinity então desferiu um backbreaker, uma queda de headscicssors, um split-legged moonsault e então travou em Starstruck para a vitória por finalização.
Na próxima partida, o ABC defendeu o Campões Mundiais de Duplas da Impact contra Flash Morgan Webster e o retorno de Mark Andrews do Subculture (com Dani Luna). Nos estágios iniciais, Chris Bey entregou um Tope Con Hilo em Morgan Webster para uma contagem de dois. Andrews então deu um Pelé Kick duplo para Bey e Ace Austin. Andrews então entregou o Code Red para Austin para uma contagem de dois. Bey então deu um dropkick de míssil para uma contagem de dois. Morgan Webster então entregou um Falcon Arrow para outra contagem de dois. Andrews e Webster então entregaram a combinação Stundog Millionaire / Diving Senton para Bey para uma contagem de dois. Bey então entregou um Poisonrana para Webster e Andrews, permitindo que Bey e Austin entregassem a combinação The Fold / Art of Finesse para reter os títulos.
Em seguida, Trey Miguel defendeu o Campeonato da Divisão X da Impact contra Chris Sabin. Na disputa de abertura, Miguel entregou um Meteora para uma contagem de dois. Enquanto Sabin tentava o Cradle Shock, Miguel arrancou os olhos de Sabin para escapar. Sem querer, Sabin entregou o Cradle Shock ao árbitro. Sabin desferiu novamente o Cradle Shock em Miguel, mas o árbitro ainda estava caído. Miguel então pintou Sabin com spray e o enrolou para a vitória.
A próxima partida foi uma luta Six-way disputada entre Alex Shelley, Yuya Uemura, Frankie Kazarian, Eddie Edwards, Moose e Jonathan Gresham; para determinar o desafiante nº 1 pelo Campeonato Mundial da Impact. Nos estágios iniciais, Edwards entregou um back suplex modificado e imediatamente Kazarian entregou um backstabber e um Fadeaway leg drop para Edwards. Moose então entregou um Uranage e uma powerbomb para Uemura, Kazarian e Gresham. Uemura então entregou um bulldog para Moose para uma contagem de dois. Moose então entregou o Spinebuster Sky High, mas Shelley quebrou a imobilização. Edwards entregou o Boston Knee Party para Kazarian, Moose entregou o Spear para Edwards, Uemura entregou um suplex alemão para Moose e Shelley entregou Shellshock para Uemura para se tornar o desafiante nº 1.
Na penúltima luta, Deonna Purrazzo defendeu o Campeonato Mundial Knockouts da Impact contra Jordynne Grace. Nas primeiras etapas, Purrazzo entregou um neckbreaker modificado e um mergulho Senton para fora. Grace então lançou uma powerbomb giratória e um suplex alemão para uma contagem de dois. Purrazzo então desferiu uma raspagem de perna russa e depois travou na chave de braço Fujiwara, mas Grace escapou. Purrazzo entregou o Queen's Gambit para uma contagem de dois, e Grace entregou uma britadeira para outra contagem de dois. Purrazzo então lançou uma avalanche Queen's Gambit para reter o título.

### Evento principal
No evento principal, Steve Maclin defendeu o Impact World Championship em uma luta sem desqualificação contra o PCO. Nos estágios iniciais, Maclin entregou um suplex instantâneo nos degraus de aço. Enquanto Maclin tentava um mergulho suicida, PCO bateu em sua cabeça com uma assadeira. Enquanto o PCO tentava usar uma arma de grampo, Maclin desferiu um golpe baixo e disparou contra o PCO. Maclin então grampeou a boca de PCO e o atingiu com uma marreta. Maclin então lançou um spinebuster na marreta para uma contagem de dois. PCO então entregou um DDT, um Codebreaker, um diving leg drop e um DDT reverso para outra contagem de dois. Enquanto PCO tentava mergulhar em Maclin até um par de blocos de concreto, Maclin o deteve e entregou o KIA nos blocos de concreto para reter o título.

## Resultados
| Nº                                          | Resultados | Estipulações | Tempo |
| ------------------------------------------- | --- | --- | ----- |
| Dark                                        | Tyler Tirva derrotou Jason Hotch (com Brian Myers e John Skyler) por pinfall                                             | Luta Individual | 5:13  |
| Pré- show                                   | The Death Dollz (Courtney Rush e Jessicka) derrotou The Coven (KiLynn King e Taylor Wilde) por finalização               | Luta de Duplas | 7:28  |
| Pré- show                                   | Joe Hendry (c) derrotou Dirty Dango por desqualificação                                                                  | Luta Individual pelo Campeonato de Midia Digital da Impact                                                                                               | 5:43  |
| 1                                           | Nick Aldis derrotou Kenny King (com Sheldon Jean) por finalização                                                        | Luta Individual | 8:58  |
| 2                                           | Rich Swann, Sami Callihan e Jake Crist derrotaram The Design (Deaner, Angels e Kon) por pinfall                          | Luta de Duplas de Seis Homens | 10:13 |
| 3                                           | Trinity derrotou Gisele Shaw (com Jai Vidal e Savannah Evans) por finalização                                            | Luta Individual | 10:28 |
| 4                                           | ABC (Ace Austin e Chris Bey) (c) derrotaram Subculture (Mark Andrews e Flash Morgan Webster) (com Dani Luna) por pinfall | Luta de Duplas pelo Campeonato Mundial de Duplas da Impact                                                                                               | 13:15 |
| 5                                           | Trey Miguel (c) derrotou Chris Sabin por pinfall                                                                         | Luta Individual pelo Campeonato da Divisão X da Impact                                                                                                   | 18:34 |
| 6                                           | Alex Shelley derrotou Eddie Edwards, Frankie Kazarian, Jonathan Gresham, Moose e Yuya Uemura por pinfall                 | Luta Six-Way para determinar o desafiante Nº 1 pelo Campeonato Mundial da Impact                                                                         | 11:47 |
| 7                                           | Deonna Purrazzo (c) derrotou Jordynne Grace por pinfall                                                                  | Luta Última Chance pelo Campeonato Mundial Knockouts da Impact Desde que Grace perdeu, ela não pode mais lutar pelo título enquanto Purrazzo for campeã. | 13:23 |
| 8                                           | Steve Maclin (c) derrotou PCO por pinfall                                                                                | Luta sem Desclassificação pelo Campeonato Mundial da Impact                                                                                              | 15:44 |
| (c) – Refere-se aos campeões antes da luta. | | |       |